# 国际佛学院
国际佛教研究院（英語：International Buddhist Studies College，简称IBSC），又名国际佛教学院、国际佛学院，是泰国摩诃朱拉隆功大学下属研究生院。成立于2015年，地址位于泰国大城府摩诃朱拉隆功大学旺乃校区。

## 概论
国际佛学院的成立基于以下理念：“在同一个地方以英文、中文等国际语言来授课，学校的新观念不只为了让国内学僧及在家众就读，更要提供全世界人研读，希望透过不同国家的学生研究，把佛教的教义传到全世界”。
该院目前设立有博士和硕士项目，研究方向有佛学、和平学以及正在筹备的正念与禅修。学生主要来自泰国本土、周边东南亚国家，还有少数来自世界其他地区，既有南传和北传的出家众也有在家居士。研修的内容主要包括佛教典籍研究、佛教与现代科学对比等。
授课和论文指导老师主要以泰籍为主，而客座教授、讲师则来自中国、美国、日本、越南、斯里兰卡、印度等各地。教研语言主要为英文，个别学术指导和论文写作可以使用中文。研究院有院属学刊JIBSC,每半年发行一次，语言为英文。除了学术写作之外，学院院还会与国际佛教大学协会（International Association of Buddhist Universities，简写IABU）进行合作，举办国际佛学研讨会。除了学术之外，每年12月全院师生会进行内观禅修，以及不定期地组织师生前往泰国其他地区以及其他国家进行参访和交流。
学院的硬件设施较为完备，具有现代化的教室、独立的图书馆“大乘佛教研究中心”、禅修厅以及分工明细的办公层。